# Calycina tarsalis
Calycina tarsalis es una especie de coleóptero de la familia Mordellidae.

## Distribución geográfica
Habita en Borneo.